# Wolfgang Haase (Physikochemiker)
Otto Wolfgang Haase (* 25. Oktober 1936 in Reinholdshain; † 11. Dezember 2018) war ein deutscher Physikochemiker und Professor an der Technischen Universität Darmstadt.

## Werdegang
Nach Chemiewerkerlehre in Glauchau/Sachsen und Industrietätigkeit daselbst studierte Haase organisch-chemische Technologie in Magdeburg. Daran schloss sich ein Industriepraktikum an. Das Studium der Chemie mit Gasthörerschaft in Mineralogie erfolgte an der Universität Jena (Diplom 1960), Promotion (1964) daselbst (H. Dunken). 1966 und 1968 Postdoc an der KTH Stockholm (L.-G. Sillen; G. Jonhansson) und anderen Universitäten Schwedens. Im Oktober 1968 siedelte er in die Bundesrepublik Deutschland über und wurde  wissenschaftlicher Mitarbeiter bei Erwin Hellner am Mineralogischen Institut der Universität Marburg. Dort habilitierte er im November /1970 zum Thema Strukturchemie und Physikalische Chemie (H. Kuhn und Kurt Dehnicke), Umhabilitation für Physikalische Chemie nach Darmstadt, seit 1971 Professor für Physikalische Chemie an der Technischen Universität Darmstadt, damals Technische Hochschule. U.a. daselbst Dekan des Fachbereichs.
Haase nahm Gastprofessuren in Jena und verschiedenen ausländischen Universitäten wahr, u. a. in Florianopolis/Brasilien, Santiago de Chile, Osaka und Yokusuka/Japan, Alexandria/Ägypten. Es bestanden und bestehen wissenschaftliche Kooperationen mit vielen Universitäten des In- und Auslandes (u. a. Krakau, Moskau, St. Petersburg, Kasan, Tscheljabinsk, Krasnojarsk, Florianopolis/Brasilien; Santiago/Chile; Patiala, New Delhi, Mumbai, Siliguri/Indien; Alexandria/Ägypten; Minsk/Weißrussland); COST-Projekte.

## Werk
Haase verfasste ca. 680 wissenschaftliche Arbeiten in Fachzeitschriften, Buchbeiträge und besitzt 18 Patente. Zusammen mit Stanislaw Wrobel edierte er das Buch Relaxation Phenomena. Er ist Gasteditor und Editorial Board Member mehrerer Fachzeitschriften.
Haase initiierte und stimulierte grundlegende Arbeiten zum Molekularen Magnetismus und zu Flüssigen Kristallen, besonders zu Metallomesogenen und zu Ferroelektrischen Flüssigen Kristallen. Zudem erschienen Beiträge zur Funktion von Metallionen in biologischen Systemen und zu elektroaktiven Eigenschaften von Polymeren, dies neben einem breiten Spektrum an strukturanalytischen Arbeiten.

## Ehrungen
- JU (Jagiellonen-Universität Krakau) Person of Merit Award (2002)
- Distinguished Scientist Lecture Award, NPL New Delhi (2011)
- Frederiks Medaille der Russischen Flüssigkristallgesellschaft (2014)